# Spoladaster brachyactis
Spoladaster brachyactis är en sjöstjärneart som först beskrevs av Hubert Lyman Clark 1923.  Spoladaster brachyactis ingår i släktet Spoladaster och familjen kuddsjöstjärnor. Inga underarter finns listade i Catalogue of Life.